# Мария Румынская (1870—1874)
Мария Румынская (рум. Maria a României, 8 сентября 1870, Бухарест — 9 апреля 1874, Замок Пелеш, Prahova County) — единственный ребёнок короля Румынии Кароля I и его жены Елизаветы Нойвидской. У неё не было шансов унаследовать отцовский трон, поскольку Конституция 1866 года устанавливала салический закон.

## Биография
Родилась в Бухаресте 8 сентября 1870 года и стала первой румынской принцессой, которая принадлежала к дому Гогенцоллерн-Зигмарингенов. Через месяц была крещена в Румынской православной церкви в монастыре Котрочень (недалеко от нынешнего дворца Котрочень). В семье юную принцессу называли Mariechen (возможно, как дань уважения немецкому происхождению её родителей) или Itty (от «маленькая»). Описывалась как красивая и не по годам развитая девочка, поскольку якобы она любила разглядывать географические карты и определяла разные страны уже в возрасте двух с половиной лет. Незадолго до смерти принцесса Мария сказала матери, что когда-нибудь ей хотелось бы оседлать звезду.

## Смерть
5 апреля 1874 года принцесса заболела скарлатиной. В то время в столице бушевала эпидемия. Её немедленно перевезли в замок Пелеш. Несмотря на то, что несколько врачей делали всё возможное, юная принцесса умерла 9 апреля и была похоронена в монастыре Котрочень. По указанию Елизаветы на надгробии Марии вырезали библейский стих: «Не плачьте; она не умерла, но спит» (Лк. 8:52).

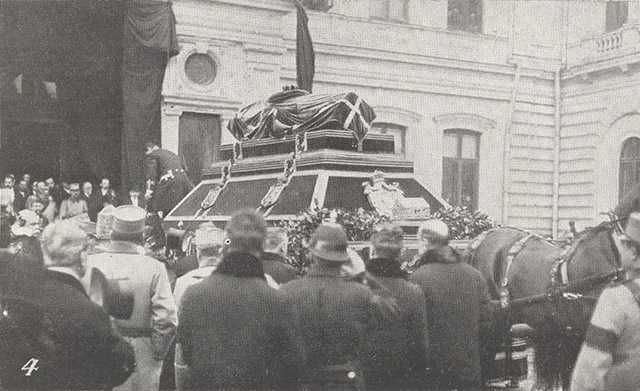
Похоронная процессия, 1916 г.

Панихида состоялась в церкви на территории королевского дворца Котрочень. Гроб, покрытый белым атласом с серебряным кружевом, по размерам был для взрослого человека, поскольку тело маленькой принцессы было заключено в несколько гробов, помещённых один в другой. После богослужения по румынскому православному обряду кортеж проследовал через дворцовые сады к месту захоронения рядом с дворцовой церковью. В этих садах всего полдюжины дней назад она играла со своей няней.
Родители Марии были убиты горем. 5 мая того же года Кароль написал своему отцу Карлу Антону Гогенцоллерн-Зигмарингену, что они с Елизаветой намереваются переехать во дворец Котрочень, чтобы быть поближе к месту упокоения дочери. В отношениях супругов начался разлад, и больше детей у них не было.
В 1916 году Елизавета умерла и, согласно её желанию, останки Марии были эксгумированы, и гроб помещён на гроб королевы на время погребальной процессии. Затем мать и дочь были похоронены вместе в одной гробнице в Успенском соборе в Куртя-де-Арджеш.